# Obernjesa

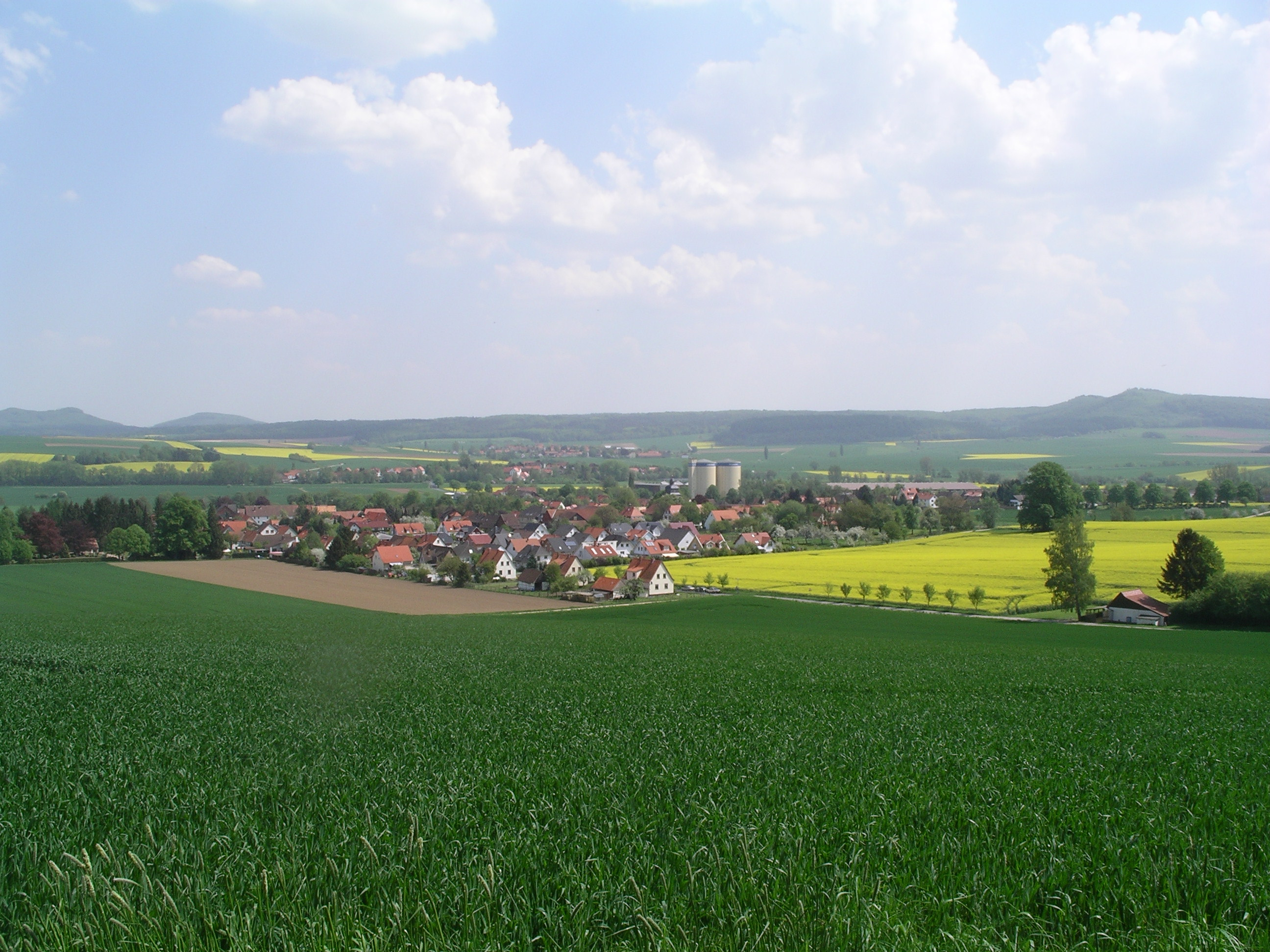
Obernjesa mit den beiden Silos der Zuckerfabrik

Obernjesa (niederdeutsch Öweren Jaise) ist eine Ortschaft in der Gemeinde Rosdorf im Landkreis Göttingen. Weithin sichtbares „Wahrzeichen“ dieses Ortes sind zwei große Zuckersilos, die jedoch nicht mehr in Betrieb sind.
Obernjesa liegt an der Bahnstrecke Frankfurt–Bebra–Göttingen etwa sieben Kilometer südlich von Göttingen und ist seit 1973 durch die Gebiets- und Verwaltungsreform in Niedersachsen Teil der Gemeinde Rosdorf. Der Ort liegt an der Dramme, die wenig später in die Leine mündet. Obernjesa hat etwa 900 Einwohner und ist damit nach Rosdorf die zweitgrößte Ortschaft in der Gemeinde.

Panorama Obernjesa 2025 mit Neubaugebiet im Vordergrund

## Geschichte
Das Gebiet ist seit der Jungsteinzeit besiedelt; dies belegt die 1989 nördlich des Dorfs ausgegrabene Totenhütte von Obernjesa, ein Kollektivgrab in der typischen Holz- und Bruchgesteinbauweise des Spätneolithikums. Des Weiteren existieren am knapp 1 km westlich gelegenen Jägerberg mehrere Hügelgräber.
Die erste Erwähnung des Ortes Jesa (was vermutlich „Wasser“ bedeutet) stammt von 1013. Bis zum 13. Jahrhundert war dies der gebräuchliche Name. Die erste schriftliche Erwähnung des Namens Obernjesa stammt aus dem Jahr 1278 n. Chr., wobei die Gründung einer Kirche dokumentiert wird. Die Marienkirche ist auch heute noch vorhanden, wurde jedoch mehrfach umgestaltet und hat schließlich eine Barockfassade erhalten. In der Blütezeit der Stadt Göttingen im 14. Jahrhundert gelangte der Ort unter den Einfluss der Stadt, der durch die Folgen des Dreißigjährigen Krieges jedoch wieder verschwand, weil die Region sich davon nur schwer erholen konnte.
Während der Herrschaft Napoleons (1806–1814) gehörte Obernjesa zum Königreich Westphalen und wurde nach französischem Vorbild verwaltet. Im Jahr 1867 erhielt der Ort mit dem Bau der Strecke Bebra–Göttingen einen Bahnanschluss.
Am 1. Januar 1973 wurde Obernjesa in die Gemeinde Rosdorf eingegliedert.
Wegen der besonders fruchtbaren Böden um Obernjesa entstanden bereits früh große Gutshöfe, die sich auf den Anbau von Zuckerrüben konzentrierten und sich 1880 zusammenschlossen, um auf genossenschaftlicher Basis eine Zuckerrübenfabrik zu gründen. Diese blieb bis 1971 selbständig, erst dann schloss sie sich der Süddeutschen Zuckerfabrik Franken GmbH an und wurde 1977 geschlossen. Der Bahnhof Obernjesa wurde 1990 geschlossen.
Seit 2002 gibt es das Projekt eines Bioenergiehofs.

## Politik

### Ortsrat
Obernjesa hat einen fünfköpfigen Ortsrat, der sich seit der Kommunalwahl 2021 wie folgt zusammensetzt.
- Freie Wählergemeinschaft Obernjesa (FWG): 4 Sitze
- Gemeinsam und Transparent für die Gemeinde Rosdorf (GuT): 1 Sitz

### Ortsbürgermeister
Ortsbürgermeister ist Andreas Körber-Harriehausen (FWG), sein Stellvertreter ist Andreas Lehmann.

### Wappen
Die Blasonierung lautet:
Im Schild von Gelb (Gold) und Rot eine eingebogene blaue Spitze. Vorn ein roter, blau bewehrter und bezungter Löwe, hinten ein nach oben gerichteter gelber (goldener) Pfeil, unten ein oben abgerundeter, mit einem roten Band umschlungener, spitzer, weißer Kegel (Zuckerhut).
Begründung:
Der Braunschweiger Löwe gibt einen Hinweis auf die mittelalterlichen Besitzverhältnisse im Dorf (Herzogin Elisabeth). Der Pfeil aus dem Wappen derer von Roringen weist darauf hin, dass dieses Geschlecht im Mittelalter das Patronat der Kirche zu Obernjesa innehatte. Der Zuckerhut in der blauen Spitze erinnert an die Zuckerfabrik Obernjesa, die vor einigen Jahren ihren Betrieb eingestellt hat.

## Persönlichkeiten
- Johann Friedrich Christoph Gräffe (1754–1816), evangelischer Theologe und Geistlicher, war von 1784 bis 1792 Pastor des Ortes
- Heinrich Zimmermann (1822–1910), Landwirt und Mitglied des Preußischen Abgeordnetenhauses